# Crystal Ball (díszdoboz)
A Crystal Ball Prince díszdoboza, amelynek része Prince huszadik stúdióalbuma a Crystal Ball (három lemez) és Prince huszonegyedik stúdióalbuma a The Truth (negyedik lemez).
Eredetileg csak telefonon és interneten keresztül lehetett megrendelni, amelyen szerepelt egy ötödik lemez, az NPG Orchestra Kamasutra albuma.
A Crystal Ball az előadó második triplalemeze, az Emancipation sikerei után. Mindhárom CD-n 10 dal szerepel és 50 perces. 2018-ban az NPG Records kiadta a Crystal Ball-t és a The Truth-t digitálisan a Tidal-on, a Spotify-on és az iTunes-on.

## Crystal Ball

### Számlista
Az összes dal szerzője Prince, kivéve ahol máshogy feltüntetve. 
| 1.  | Crystal Ball (felvéve: 1986)                      | 10:28 |
| 2.  | Dream Factory (felvéve: 1985)                     | 3:07  |
| 3.  | Acknowledge Me (felvéve: 1993)                    | 5:27  |
| 4.  | Ripopgodazippa (felvéve: 1993)                    | 4:39  |
| 5.  | Love Sign (Shock G's Silky Remix) (felvéve: 1994) | 3:53  |
| 6.  | Hide the Bone (felvéve: 1993)                     | 5:04  |
| 7.  | 2morrow (felvéve: 1996)                           | 4:14  |
| 8.  | So Dark‡ (felvéve: 1994)                          | 5:14  |
| 9.  | Movie Star (felvéve: 1986)                        | 4:26  |
| 10. | Tell Me How U Wanna B Done‡ (felvéve: 1992)       | 3:16  |

| 1.  | Interactive (felvéve: 1993)         | 3:04  |
| 2.  | Da Bang (felvéve: 1995)             | 3:20  |
| 3.  | Calhoun Square (felvéve: 1993)      | 4:47  |
| 4.  | What's My Name (felvéve: 1993)      | 3:04  |
| 5.  | Crucial (felvéve: 1986)             | 5:06  |
| 6.  | An Honest Man (felvéve: 1985)       | 1:13  |
| 7.  | Sexual Suicide (felvéve: 1985)      | 3:40  |
| 8.  | Cloreen Baconskin (felvéve: 1983)   | 15:37 |
| 9.  | Good Love (felvéve: 1986)           | 4:55  |
| 10. | Strays of the World (felvéve: 1993) | 5:07  |

| 1.  | Days of Wild (Live) (felvéve: 1995)  | 9:19 |
| 2.  | Last Heart (felvéve: 1986)           | 3:01 |
| 3.  | Poom Poom (felvéve: 1996)            | 4:32 |
| 4.  | She Gave Her Angels (felvéve: 1996)  | 3:53 |
| 5.  | 18 & Over (felvéve: 1994)            | 5:40 |
| 6.  | The Ride (Live) (felvéve: 1995)      | 5:14 |
| 7.  | Get Loose (felvéve: 1994)            | 3:31 |
| 8.  | P Control (felvéve: 1995)            | 6:00 |
| 9.  | Make Your Mama Happy (felvéve: 1986) | 4:01 |
| 10. | Goodbye (felvéve: 1995)              | 4:35 |

## The Truth
A The Truth volt a negyedik lemeze a Crystal Ball díszdoboznak. Az albumról megjelent egy kislemez az album első két dalával.
2015-ben a The Truth elérhetővé vált a Tidal-on. 2018-ban további streaming platformok is megkapták a jogokat az albumhoz.

### Számlista
1. "The Truth" – 3:34
2. "Don't Play Me" – 2:48
3. "Circle of Amour" – 4:43
4. "3rd 👁" – 4:53
5. "Dionne" – 3:13
6. "Man in a Uniform" – 3:07
7. "Animal Kingdom" – 4:01
8. "The Other Side of the Pillow" – 3:21
9. "Fascination" – 4:55
10. "One of Your Tears" – 3:27
11. "Comeback" – 1:59
12. "Welcome 2 the Dawn" (acoustic version) – 3:17

## Kamasutra
A Kamasutra a The NPG Orchestra instrumentális stúdióalbuma. 1997. február 14-én jelent meg kazetta formátumban és CD-ként a Crystal Ball díszdoboz részeként. Az album Prince 1996-os esküvőjére íródott. Minden dal hangszeres, klasszikus zenétől jazzig, több stílusban.

### Számlista
1. "The Plan" – 2:02
2. "Kamasutra" – 11:49
3. "At Last... The Lost Is Found" – 3:38
4. "The Ever Changing Light" – 3:00
5. "Cutz" – 3:03
6. "Serotonin" – 0:46
7. "Promise/Broken" – 3:45
8. "Barcelona" – 2:17
9. "Kamasutra/Overture #8" – 3:13
10. "Coincidence or Fate?" – 3:22
11. "Kamasutra/Eternal Embrace" – 4:02

## Közreműködők
Az AllMusic adatai alapján.
- Prince – hangszerelés, ének, hangszerek, hangok, producer, keverés, FX vokál
- Clare Fischer – hangszerelés, karmester, zenekar
- Airiq Anest – programozás
- Michael Bland (Michael B.) – dobok, háttérének
- Tommy Barbarella – gitár, furulya, háttérének, hangmérnök
- Joe Blaney – hangmérnök
- Bonnie Boyer – hangok
- Hans Buff – hangmérnök, masterelés
- Keith "KC" Cohen – programozás
- Morris Day – dobok
- Steve Durkee – hangmérnök
- D.K. Dyson – ütőhangszerek, vokál
- Carmen Electra – vokál
- Dave Friedlander – hangmérnök
- Brian Gardner – masterelés
- Tom Garneau – hangmérnök
- Ray Hahnfeldt – hangmérnök
- Heidi Hanschu – hangmérnök
- Fred Harrington – hangmérnök
- Tim Hoogenakker – hangmérnök
- Kimm James – hangmérnök
- Kathy Jensen – klarinét
- Femi Jiya – hangmérnök
- Kirk Johnson – ütőhangszerek, programozás, producer
- Kirk "KjustinJ" Johnson – ütőhangszerek, vokál, producer
- Kaj – programozás
- Shane T. Keller – hangmérnök
- Kirky J. – keverés
- Michael Koppelman – hangmérnök
- Eric Leeds – kürt, szaxofon
- David Leonard – hangmérnök
- Peggy Mac – hangmérnök
- Mayte – vokál, háttérének
- Susannah Melvoin – vokál, háttérének
- Mr. Hayes – gitár, háttérének
- Steve Noonan – hangmérnök
- Original – basszusgitár
- Parke – design
- Ricky Peterson – programozás, producer
- Brian Poer – hangmérnök
- Susan Rogers – hangmérnök
- Mike Scott – gitár
- Shock G – keverés
- Rhonda Smith – basszusgitár, ütőhangszerek, vokál
- Sonny T. – gitár, kürt, vokál, háttérének, hangmérnök
- David Tickle – hangmérnök
- Tom Tucker – hangmérnök
- Ric Wilson – masterelés
- Yo Grandma – gitár
- Yo Mama – gitár, vokál
- David Z – hangmérnök
- Chuck Zwicky – hangmérnök